# كورينو
كورينو (بالإيطالية: Curino)‏ هي بلدية في مقاطعة بييلا في إقليم بييمونتي في إيطاليا.

## السكان
في سنة 1861 بلغ عدد السكان 2٬512 نسمة، وتطور العدد ليصل في سنة 2011 لـ 453 نسمة.
يظهر هذا المخطط البياني تطور النمو السكاني لـ كورينو